# Hotel Paradis
Pour plus de détails, voir Fiche technique et Distribution.
Hotel Paradis est un film danois muet réalisé par Robert Dinesen, sorti en 1917.

## Fiche technique
- Titre : Hotel Paradis
- Réalisation : Robert Dinesen
- Scénario : Carl Theodor Dreyer, Einar Rousthøj
- Directeur de la photographie : Hans Vaagø
- Sociétés de production : Nordisk Film
- Format : Noir et blanc  - Muet
- Dates de sortie :
  -  Danemark : 10 octobre 1917

## Distribution
- Hans Dynesen
- Peter Fjelstrup
- Oda Larsen
- Kai Lind
- Gunnar Sommerfeldt
- Ingeborg Spangsfeldt
- Ebba Thomsen
- Emma Wiehe